# Муен (Ааргау)
Муен (нім. Muhen) — громада в Швейцарії в кантоні Ааргау, округ Аарау.

## Географія
Громада розташована на відстані близько 65 км на північний схід від Берна, 7 км на південь від Аарау.
Муен має площу 7 км², з яких на 17,1 % дозволяється будівництво (житлове та будівництво доріг), 40,6 % використовуються в сільськогосподарських цілях, 41,2 % зайнято лісами, 1,1 % не є продуктивними (річки, льодовики або гори).

## Демографія
2019 року в громаді мешкало 3907 осіб (+9,2 % порівняно з 2010 роком), іноземців було 13,7 %. Густота населення становила 556 осіб/км².
За віковим діапазоном населення розподілялося таким чином: 20,6 % — особи молодші 20 років, 59,8 % — особи у віці 20—64 років, 19,6 % — особи у віці 65 років та старші. Було 1623 помешкань (у середньому 2,4 особи в помешканні).
Із загальної кількості 1499 працюючих 83 було зайнятих в первинному секторі, 224 — в обробній промисловості, 1192 — в галузі послуг.